# 가쿠난 전차 가쿠난선
가쿠난 선(일본어: 岳南線)은 일본 시즈오카현 후지시의 요시와라역과 가쿠난에노 역을 잇는 가쿠난 전차 관할 철도 노선이다. 전 노선 모두 시즈오카 현 후지 시 내에 위치해 있다.

## 노선 정보
- 노선 거리 (영업 거리) : 9.2km
- 궤간 : 1,067mm
- 역 수 : 10역 (기 ·종점역 포함)
- 복선화 구간 : 없음 (전 구간 단선)
- 전철화 구간 : 전 노선 (직류 1500V)
- 폐색 방식 : 자동 폐색식

## 역 목록
| 역명           | 일어 역명  | 역간 거리 | 누계 거리 | 접속 노선                     |
| -------------- | ---------- | --------- | --------- | ----------------------------- |
| 요시와라       | 吉原       | -         | 0.0       | 도카이 여객철도 도카이도 본선 |
| 자토코마에     | ジヤトコ前 | 2.3       | 2.3       |                               |
| 요시와라혼초   | 吉原本町   | 0.4       | 2.7       |                               |
| 혼요시와라     | 本吉原     | 0.3       | 3.0       |                               |
| 가쿠난하라다   | 岳南原田   | 1.4       | 4.4       |                               |
| 히나           | 比奈       | 1.0       | 5.4       |                               |
| 가쿠난후지오카 | 岳南富士岡 | 1.0       | 6.4       |                               |
| 스도           | 須津       | 0.9       | 7.3       |                               |
| 가미야         | 神谷       | 0.9       | 8.2       |                               |
| 가쿠난에노     | 岳南江尾   | 1.0       | 9.2       |                               |

## 외부 정보
- 가쿠난 전차 연선 안내 및 지도